# Mika Kaurismäki
Pour les articles homonymes, voir Mika.
Mika Kaurismäki est un réalisateur, producteur et scénariste finlandais, né le 21 septembre 1955 à Orimattila.

## Biographie
Mika Kaurismäki est le frère aîné d'Aki Kaurismäki.

## Filmographie

### Comme producteur
- 1981 : Le Menteur (Valehtelija)
- 1981 : Saimaa-ilmiö
- 1982 : Les Indignes (Arvottomat)
- 1983 : Crime et Châtiment (Rikos ja rangaistus)
- 1985 : Pimeys odottaa
- 1985 : Rosso
- 1986 : Ombres au paradis (Varjoja paratiisissa)
- 1987 : Helsinki-Napoli (Helsinki Napoli All Night Long)
- 1989 : Cha Cha Cha
- 1989 : Paperitähti
- 1990 : Amazone (Amazon)
- 1991 : Zombie et le train fantôme (Zombie ja Kummitusjuna)
- 1993 : The Last Border - Viimeisellä rajalla
- 1994 : Tigrero: A Film That Was Never Made
- 1995 : Alerte rouge (Condition Red)
- 1995 : Yemanján tyttäret
- 1996 : Danske piger viser alt
- 1997 : Le Village muet (Vaiennut kylä)
- 1998 : Hiekkamorsian
- 1998 : I Love L.A. (L.A. Without a Map)
- 1999 : En Släkting till älvorna
- 2000 : Highway Society
- 2002 : Moro no Brasil (documentaire)
- 2003 : Honey Baby
- 2005 : Brasileirinho (documentaire)
- 2012 : Tie pohjoiseen

### Comme réalisateur
- 1981 : Le Menteur (fi) (Valehtelija)
- 1981 : Saimaa-ilmiö
- 1982 : Jackpot 2
- 1982 : Les Indignes (fi) (Arvottomat)
- 1984 : Le Clan : L'histoire d'une famille des Grenouilles (fi) (Klaani - tarina Sammakoitten suvusta)
- 1985 : Rosso
- 1987 : Helsinki-Napoli (Helsinki Napoli All Night Long)
- 1988 : Yötyö (TV)
- 1989 : Cha Cha Cha
- 1989 : Paperitähti
- 1990 : Amazone (Amazon)
- 1991 : Zombie et le train fantôme (fi) (Zombie ja Kummitusjuna)
- 1993 : The Last Border - Viimeisellä rajalla
- 1994 : Tigrero: A Film That Was Never Made
- 1995 : Alerte rouge (fi) (Condition Red – hälytystila)
- 1996 : Sambolico
- 1996 : Danske piger viser alt
- 1998 : I Love L.A. (L.A. Without a Map)
- 2000 : Highway Society
- 2002 : Moro no Brasil (documentaire)
- 2003 : Honey Baby
- 2004 : Bem-Vindo a São Paulo
- 2005 : Brasileirinho (documentaire)
- 2009 : Un conte finlandais (fi) (Kolme viisasta miestä)
- 2009 : Divorce à la finlandaise (fi) (Haarautuvan rakkauden talo)
- 2012 : Tie pohjoiseen
- 2015 : La Reine-garçon (Tyttökuningas)
- 2020 : Master Cheng (fi) (Mestari Cheng)
- 2020 : Yö armahtaa (fi)
- 2022 : Mielensäpahoittaja Eskorttia etsimässä (fi)

### Comme scénariste
- 1982 : Jackpot 2
- 1982 : Les Indignes (Arvottomat)
- 1984 : Le Clan : L'histoire d'une famille des Grenouilles  (Klaani - tarina Sammakoitten suvusta)
- 1985 : Rosso
- 1987 : Helsinki-Napoli (Helsinki Napoli All Night Long)
- 1988 : Yötyö (téléfilm)
- 1989 : Cha Cha Cha
- 1989 : Paperitähti
- 1990 : Amazone (Amazon)
- 1991 : Zombie et le train fantôme (Zombie ja Kummitusjuna)
- 1993 : The Last Border - Viimeisellä rajalla
- 1994 : Tigrero: A Film That Was Never Made
- 1996 : Sambolico
- 1996 : Danske piger viser alt
- 1998 : I Love L.A. (L.A. Without a Map)
- 2000 : Highway Society
- 2002 : Moro no Brasil (documentaire)
- 2003 : Honey Baby
- 2005 : Brasileirinho (documentaire)
- 2009 : Un conte finlandais
- 2009 : Divorce à la finlandaise
- 2012 : Tie pohjoiseen

### Comme monteur
- 1982 : Jackpot 2
- 1983 : Huhtikuu on kuukausista julmin
- 1984 : Kello
- 1984 : Le Clan : L'histoire d'une famille des Grenouilles  (Klaani - tarina Sammakoitten suvusta)
- 1989 : Cha Cha Cha
- 1991 : Zombie et le train fantôme (Zombie ja Kummitusjuna)
- 1993 : The last border - viimeisellä rajalla
- 1994 : Tigrero: A Film That Was Never Made
- 1995 : Alerte rouge (Condition Red)
- 1996 : Sambolico
- 1996 : Danske piger viser alt
- 2003 : Honey Baby

## Distinctions
- Médaille Pro Finlandia (1994)
- Prix Aho & Soldan pour l'oeuvre d'une vie (2018)